# Grupos dos Onze
Llamados Grupos de Onze Companheiros (Grupos de Once Compañeros), acortado como, Grupos dos Onze (Grupos de Once,Gr-11 o incluso Comandos Nacionalistas) fue un guerrilla urbana y rural concebida por a fines de 1963. Partiendo de la formación de un equipo de fútbol, imagen de fácil asimilación y atractivo popular, el líder de este grupo llamado Leonel Brizola predicó la organización de pequeñas células (cada una de ellas compuesta por once ciudadanos, en todo el territorio nacional) que podría movilizarse bajo su mando. Era un grupo de izquierda, pero no socialista, era nacionalista y apoyaba abiertamente las políticas básicas de algunos políticos nacionalistas, en el contexto de radicalización durante la dictadura militar.

## Historia
A través de la radio Mayrink Veiga, desde el año 1962, Leonel Brizola inició un programa todos los viernes, a las 21 horas. Con sus proclamas, la voz de Brizola llegó a los lugares más lejanos del país, movilizando a la población en torno a sus ideas políticas y propuestas para cambiar el país. La noche del 29 de noviembre de 1963, Brizola utilizó su programa para lanzar un movimiento de masivo, ágil, capaz de operar en todo el territorio brasileño, incluidas las zonas más aisladas y distantes. El movimiento se llamó Comandos Nacionalistas o Grupos de 11 Compañeros, pero se conoció a nivel nacional como Grupos de 11 (Grupos dos Onze).
Leonel Brizola, diputado federal electo en 1962 por el ex estado de Guanabara y líder del Frente de Movilización Popular (agrupación de organizaciones y sectores de varios partidos en defensa de reformas básicas), comenzó a orientar la movilización a fines de noviembre de 1963. , de los Once Grupos de Compañeros. Con esta formación, Brizola pretendía contar con una fuerza extra parlamentaria organizada de carácter popular. La organización de los Comandos Nacionalistas está directamente relacionada con el clima de inseguridad que rodeó al gobierno de João Goulart.
Cuando se crearon los Grupos de los Once a finales de 1963, el clima de radicalización ya se había generalizado. La prensa también sobrestimó su capacidad de acción, pero lo cierto es que hubo quienes se inscribieron solo porque les gustaba Brizola y nunca tuvieron una participación efectiva. En el sur, muchos pensaron que iban a conseguir tierras y suministros. Los Comandos fueron un movimiento de compromiso político y apertura de horizontes en la política que entusiasmó a muchos brasileños. Los principales objetivos de los “comandos” se definieron allí en los siguientes términos: “(...) la acción organizada en defensa de las conquistas democráticas de nuestro pueblo, por la institución de una democracia auténtica y nacionalista, por la concretización inmediata de las Reformas, especialmente de la Reformas agrarias y urbanas y la sagrada determinación de luchar por la liberación de nuestra patria del saqueo internacional ”. A este conjunto de ideas y propuestas sus seguidores le llamaron Brizolistas, y siguieron este camino en política aun se desarticulo el grupo.
A principios de 1964, Brizola lanzó su propio semanario, "O Panfleto", que pasó a formar parte de la campaña ya desarrollada por la cadena de Rádio Mairink Veiga. En otras ocasiones, distribuyó varios otros documentos para la organización del G-11, como "Precauciones", "Deberes de los miembros", "Deberes de los directores", un "Código de seguridad" y formularios de registro para sus miembros. . Incluso organizó 5.304 grupos, en un total de 58.344 personas, distribuidos, en particular, por los estados de Rio Grande do Sul, Guanabara, Río de Janeiro, Minas Gerais y São Paulo.

## Funcionamiento
El primer paso para pertenecer a los "Grupos de Once" era leer y estudiar las instrucciones, "tantas veces como sea necesario hasta lograr una comprensión segura de los propósitos y objetivos de la organización". El siguiente paso fue “buscar los compañeros con los que vives y los lazos de confianza”. Los vecinos o compañeros de trabajo eran los más idóneos, y siempre en pequeños grupos, de tres o cuatro personas. Ante la receptividad a la idea de organizar un Gr-11, “tal decisión supondrá un verdadero pacto de solidaridad y confianza entre los miembros”.El objetivo era reunir a 11 personas, pero las instrucciones reconocen que recuperar este contingente podría ser un poco difícil y establece que, con siete integrantes, la célula militante podría comenzar a actuar. Al llegar a este quórum mínimo, se funda oficialmente el grupo y, tras leer el manual y “examinar la situación política y la crisis económica y social que atravesamos”, se elige al líder del Gr-11; su asistente - y eventual sustituto - y el secretario-tesorero.
La propuesta era crear sucesivos grupos de 11 integrantes hasta llegar a 11 celdas con estas características, cuando, según informa el documento, “sus once líderes formarán un G11-2, es decir, un grupo de once de 2do. nivel, reuniendo un total de 121 acompañantes ”. El contacto con el liderazgo nacional era responsabilidad de un oficial de enlace, Si bien no llegaban nuevas instrucciones, le correspondía al Gr-11 realizar reuniones para estrechar lazos entre sus militantes y analizar la situación, además de buscar adhesiones en su zona de actuación. Aunque no restringió a los analfabetos, la arquitectura del Gr-11 prácticamente ignoraba una militancia integral de las mujeres. Había un código de seguridad que detallaba las precauciones a tomar si existía alguna sospecha de un posible seguimiento por parte de las autoridades militares.

### Visión Política
Los mensajes del líder fueron transmitidos no solo en programas de radio sino también en textos, en los que es posible verificar la visión y posicionamiento político de sus integrantes. En “El motivo de la revolución nacional liberadora”, la explicación de un folleto revolucionario: la explotación del capital monopolista extranjero, principalmente estadounidense; y la estructura agraria basada en la concentración de terratenientes. En el capítulo sobre “el aliado comunista”, no hay duda de que Brizola no vio al Partido Comunista Brasileño con la más mínima simpatía. “Debemos tener siempre presente que el Comunista es nuestro principal aliado, pero, aunque el Partido Comunista se jacta de tener la fuerza para hacer la Revolución Libertadora, el PCB no es más que un movimiento dividido en varios frentes internos en una lucha abierta entre ellos por el poder absoluto y por victoria de una de las facciones en las que se fragmentó ”.
Y continúa subiendo el tono de la crítica: “Estos camaradas son débiles y burgueses encabezados por quienes ven, en Moscú, el único sol que puede guiar al proletariado mundial hacia la liberación internacional. Huyen de la lucha como huyen de la realidad y no perderán nada si la situación nacional continúa durante muchos años ”.

### División de Tareas
La primera reunión formal del grupo tuvo un objetivo muy burocrático: configurar la estructura del Gr-11. Las funciones eran muy detalladas y cada miembro tendría un rol específico:
- Líder, líder o comandante: representa, guía y coordina las actividades del grupo, de acuerdo con las instrucciones del partido y los objetivos de la organización. Se espera que su mandato sea de un año
- Asistente: brindar colaboración directa al líder o comandante del grupo, reemplazándolo en caso de cualquier incidencia
- Secretario-tesorero: responsable de la gestión de recursos económicos y custodia de papeles y documentos (líder, asistente y secretario-tesorero del comité ejecutivo del Gr-11)
- Comunicaciones: dos integrantes se encargan de las comunicaciones, que incluyen el intercambio de información entre los integrantes del Gr-11, incluso en el caso de que sea necesario advertir a los integrantes de la necesidad de esconderse o escapar
- Escucha de radio: monitoreo de radio de eventos nacionales y locales
- Transporte: coordinación de las posibilidades de transporte para los miembros del grupo en caso de actos públicos y concentraciones
- Publicidad: responsable de pancartas, boletines, graffiti, noticias para la prensa
- Movilización popular: contactos y conexiones con el entorno local, con el objetivo de formar un círculo de relaciones y colaboración en torno al grupo, principalmente para asegurar la asistencia a mítines u otros actos públicos
- Información: atribución de hacer contactos y recopilar información sobre la situación política y social, además de otros problemas que interesan al grupo. También es responsable de la organización del partido local
- Asistencia médica y social: el socio debe, si es posible, ser médico, enfermero o trabajador social, “o al menos con alguna noción o capacitación para brindar asistencia u orientación a todas las personas necesitadas en el entorno donde opera el Comando Nacionalista (por ejemplo , administrar una inyección, obtener medicamentos, vendajes de emergencia) ”.

## Declive
El Grupo de los Once fue sofocado y abortado en el origen, por el golpe del 64, y por el exilio de Brizola en Uruguay durante la dictadura militar. Algunos remanentes del grupo de los once, conocidos como brizolistas, continuaron la militancia política dentro de la legalidad institucional, como el cofundador y alcalde de Corbélia, dos veces durante la dictadura militar,y otros más en algunas ciudades en el oeste de Paraná.